# Mi rituffo nella notte
Mi rituffo nella notte è un singolo del gruppo musicale italiano Tiromancino, pubblicato il 18 aprile 2025.

## Descrizione
Il brano è scritto e composto da Federico Zampaglione, che ha anche curato la produzione con Leo Pari e Simone Guzzino.

## Video musicale
Il video musicale, diretto da Federico Zampaglione, è stato pubblicato il 23 aprile 2025 attraverso il canale YouTube del gruppo musicale e ha avuto la partecipazione di Maccio Capatonda.

## Tracce
Testi e musiche di Federico Zampaglione.
1. Mi rituffo nella notte – 2:55